# Classe Dortmund Express
La classe Dortmund Express, fino al 2022 nota come classe Hamburg Express, è una serie di 10 navi portacontainer costruite dalla sudcoreana Hyundai Heavy Industries per la tedesca Hapag-Lloyd dal 2012 al 2014. La capacità teorica massima delle navi è 13.169 TEU.

## Caratteristiche
Le unità sono lunghe fuori tutto 366,52 metri, larghe 48,2 metri ed hanno un pescaggio massimo di 15,5 metri. La capacità di carico è di 142.092 TEU, di cui 800 TEU refrigerati (reefer).
Nelle navi possono essere caricati fino a 20 container uno sopra l'altro, undici nelle stive e nove sul ponte. 19 file possono essere affiancate per la larghezza delle unità. 22 piazzole sono utilizzate per il carico di container. Otto di questi sono posizionati davanti alla tuga, dieci tra la tuga e il fumaiolo sopra la zona sala macchine ed altri quattro nella zona poppiera.
Le navi sono alimentate da un motore Diesel a due tempi a undici cilindri di MAN Diesel & Turbo con una potenza di 52.447 kW, che aziona un'elica. Ciò significa che le navi raggiungono una velocità massima di 23,6 nodi. Per la fornitura di elettricità sono disponibili quattro generatori con una potenza combinata di circa 13.700 kW. Inoltre, le navi sono dotate di un generatore ad albero con una potenza di 4.500 kW, che può essere utilizzato in mare per fornire energia a bordo.

## Unità della classe
| Nome                                          | Costruzione n. | Immagine | Costruttore                 | Impostazione     | Varo             | Consegna          | Proprietario   | Numero IMO | Bandiera            | Note   |
| --------------------------------------------- | -------------- | -------- | --------------------------- | ---------------- | ---------------- | ----------------- | -------------- | ---------- | ------------------- | ------ |
| Antwerpen Express                             | 2497           |          | HD Hyundai Heavy Industries | 10 dicembre 2012 | 12 aprile 2013   | 27 giugno 2013    | Hapag-Lloyd AG | 9612997    | Germania (bandiera) | [ 3 ]  |
| Basle Express                                 | 2243           |          | HD Hyundai Heavy Industries | 11 giugno 2012   | 1 settembre 2012 | 15 novembre 2012  | Hapag-Lloyd AG | 9501344    | Germania (bandiera) | [ 4 ]  |
| Beijing Express (ora Ulsan Express)           | 2498           |          | HD Hyundai Heavy Industries | 21 maggio 2013   | 16 agosto 2013   | 13 marzo 2014     | Hapag-Lloyd AG | 9613006    | Germania (bandiera) | [ 5 ]  |
| Hamburg Express (dal 2022 Dortmund Express)   | 2241           |          | HD Hyundai Heavy Industries | 16 gennaio 2012  | 6 aprile 2012    | 5 luglio 2012     | Hapag-Lloyd AG | 9461051    | Germania (bandiera) | [ 6 ]  |
| Hong Kong Express                             | 2244           |          | HD Hyundai Heavy Industries | 15 ottobre 2012  | 21 dicembre 2012 | 28 febbraio 2013  | Hapag-Lloyd AG | 9501356    | Germania (bandiera) | [ 7 ]  |
| Ludwigshafen Express (dal 2013 Essen Express) | 2246           |          | HD Hyundai Heavy Industries | 22 dicembre 2012 | 11 febbraio 2013 | 16 maggio 2013    | Hapag-Lloyd AG | 9501370    | Germania (bandiera) | [ 8 ]  |
| Ludwigshafen Express                          | 2499           |          | HD Hyundai Heavy Industries | 15 aprile 2013   | 6 settembre 2013 | 3 aprile 2014     | Hapag-Lloyd AG | 9613018    | Germania (bandiera) | [ 9 ]  |
| Leverkusen Express                            | 2500           |          | HD Hyundai Heavy Industries | 17 giugno 2013   | 29 gennaio 2014  | 24 aprile 2014    | Hapag-Lloyd AG | 9613020    | Germania (bandiera) | [ 10 ] |
| New York Express                              | 2242           |          | HD Hyundai Heavy Industries | 8 maggio 2012    | 13 luglio 2012   | 28 settembre 2012 | Hapag-Lloyd AG | 9501332    | Germania (bandiera) | [ 11 ] |
| Shanghai Express                              | 2245           |          | HD Hyundai Heavy Industries | 20 novembre 2012 | 25 gennaio 2013  | 26 marzo 2013     | Hapag-Lloyd AG | 9501368    | Germania (bandiera) | [ 12 ] |

## Storia
Le navi della classe Dortmund Express fanno parte delle navi Post-Panamax della compagnia di navigazione Hapag-Lloyd. La serie è composta da un totale di dieci navi.
Sei delle dieci navi totali risalgono a contratti di costruzione che originariamente prevedevano unità più piccole da 8.750 TEU, ma furono successivamente convertiti in contratti di costruzione di questo tipo di navi più grandi.
Nel 2012 vennero consegnate tre navi; la prima di queste, l'Hamburg Express (dal 2022 Dortmund Express), venne battezzata ad Amburgo il 17 agosto 2012. Tutte le navi della serie vengono utilizzate dalla Hapag-Lloyd sui servizi di linea tra l'Estremo Oriente e l'Europa.
Nella costruzione dei bastimenti di questa classe, battenti bandiera tedesca, sarebbero stati investiti complessivamente 1,4 miliardi di dollari USA.
Nel settembre 2022 la capoclasse Hamburg Express venne ribattezzata Dortmund Express perché Hapag-Lloyd commissionò un nuovo bastimento con lo stesso nome completato nell'aprile 2023.